# Bundesstraße 403
Die Bundesstraße 403 (Abkürzung: B 403) ist eine Nordwest-Südost-Verbindung im westlichsten Zipfel Niedersachsens. Sie beginnt an der niederländischen Grenze bei Coevorden/NL. Dort übernimmt sie den Verkehr des Euregiowegs der Nationalstraße N382 und führt südostwärts über Nordhorn bis zur A 31. Die letzten zwei Kilometer liegen bereits auf nordrhein-westfälischem Gebiet.

## Geschichte
Diese Straße verläuft größtenteils durch das Territorium der Grafschaft Bentheim. Im Gegensatz zur bedeutenden Flämischen Straße (die heutige B 213) hat diese Straße nur regionale Bedeutung. Der nördliche Streckenabschnitt (Nordhorn–Uelsen–Hardenberg) entstand 1860, der südliche Streckenabschnitt (Nordhorn–Bad Bentheim–Ochtrup–Münster) entstand 1861.
Die Bundesstraße 403 wurde Anfang der 1950er Jahre eingerichtet und entsprechend ausgebaut. Noch 1958 endete die asphaltierte Bundesstraße in Emlichheim, in Richtung Coevorden gab es weiterhin nur eine einfache Sandstraße. Dieses veranlasste die Schulkinder der damaligen Volksschule Vorwald, ein Protestgedicht an den damaligen Bundeskanzler Konrad Adenauer zu schreiben, das vom Bundesverkehrsminister Hans-Christoph Seebohm beantwortet wurde. Am 23. April 1963 konnte dann die Fertigstellung des Ausbaus der B 403 bis nach Coevorden gefeiert werden, zu dem Seebohm dann wieder ein Gedicht an die Schule schickte.
Seit der Fertigstellung der A 31 endet die B 403 nicht mehr in Münster, sondern an der Anschlussstelle Ochtrup-Nord.
In den letzten Jahren (Stand 2011) wurden insbesondere zahlreiche Baumaßnahmen zur Verkehrsentlastung der Anrainerstädte (Umgehungsstraßen) sowie Baumaßnahmen zur Straßenverkehrssicherheit durchgeführt. 2003 konnte nach langjährigen Vorbereitungen die Südumgehung in Neuenhaus eingeweiht werden. Die B 403 wurde hierbei auf einer Länge von vier Kilometer um die Stadt Neuenhaus herumgeführt, investiert wurden rund 10,5 Millionen Euro. Im September 2010 wurde in Brandlecht ein zentraler Knotenpunkt landwirtschaftlicher Wege an der B 403 eingeweiht, der vier Zufahrtsstraßen ersetzt. Am 16. Dezember 2010 wurde in Hestrup der mit Halbschranken und neuer Signalanlage erneuerte Bahnübergang an der B 403 eingeweiht; dies soll neben der erhöhten Straßenverkehrssicherheit auch der Vorbereitung zur Wiedereinführung des Schienenpersonennahverkehrs in der Grafschaft Bentheim dienen.
Die Stadt Nordhorn erhielt eine Nordtangente. Auf dem westlichen Abschnitt verläuft die neue Trasse der B 403, den östlichen Abschnitt bildet eine neue Trasse der B 213. Gemeinsam verlaufen beide Straßen über die verlängerte Ostumgehung Nordhorns in Richtung Süden. Das entsprechende Planfeststellungsverfahren wurde am 22. Januar 2008 eingeleitet. Der Planfeststellungsbeschluss erfolgte am 31. Mai 2011, der Bau begann 2015 mit den ersten Brückenbauwerken. Die Nordumgehung wurde am 10. Juli 2019 für den Verkehr freigegeben.

## Verlauf
- Niedersachsen
  - Landkreis Grafschaft Bentheim
    - Laar
    - Emlichheim
    - Wilsum
    - Uelsen
    - Neuenhaus
    - Nordhorn (B 213)
    - Isterberg
    - A 30 AS 3 Nordhorn/Bad Bentheim
    - Bad Bentheim
- Nordrhein-Westfalen
  - Kreis Steinfurt
    - A 31 AS 29 Ochtrup-Nord

## Bedeutung
Die Bundesstraße 403 ist eine der zentralen Verkehrsadern im Landkreis Grafschaft Bentheim. Insbesondere für die Logistik der Grafschafter Wirtschaft ist sie von großer Bedeutung. Sie dient als Zubringer zu den Autobahnen A 30 und A 31 und bindet das grenzüberschreitende Güterverkehrszentrum Europark in Emlichheim/Coevorden in die Straßenverkehrsinfrastruktur ein. Darüber hinaus ist die B 403 ein wichtiger Standortfaktor für die anliegenden Gewerbe- und Industriegebiete.

## Bilder

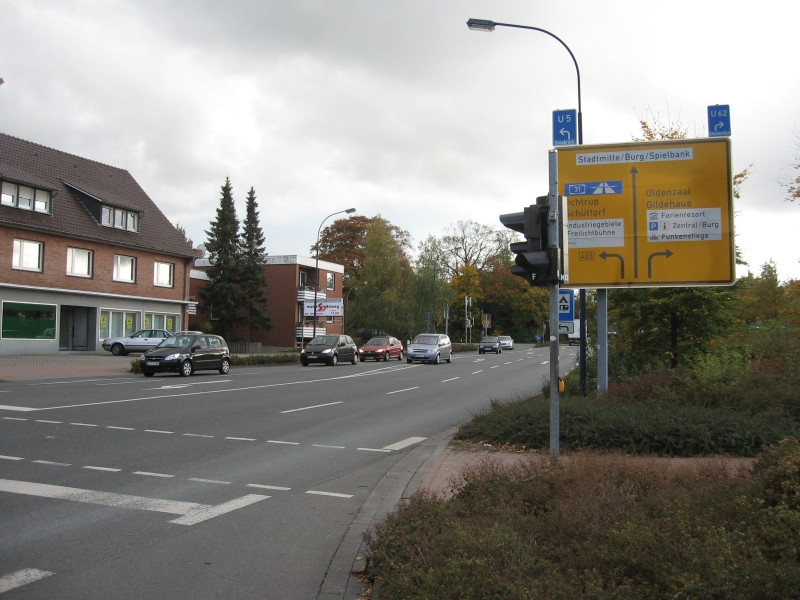
B 403 in Bad Bentheim
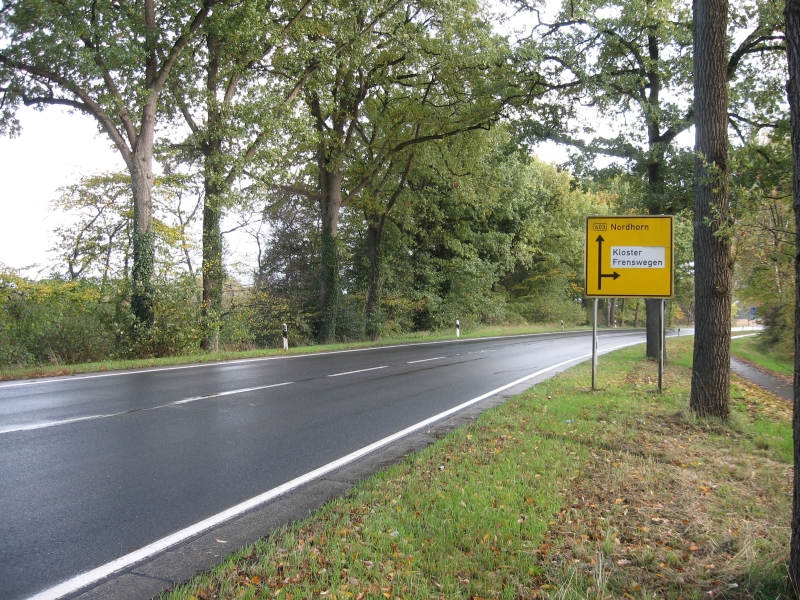
B 403 zwischen Neuenhaus und Nordhorn
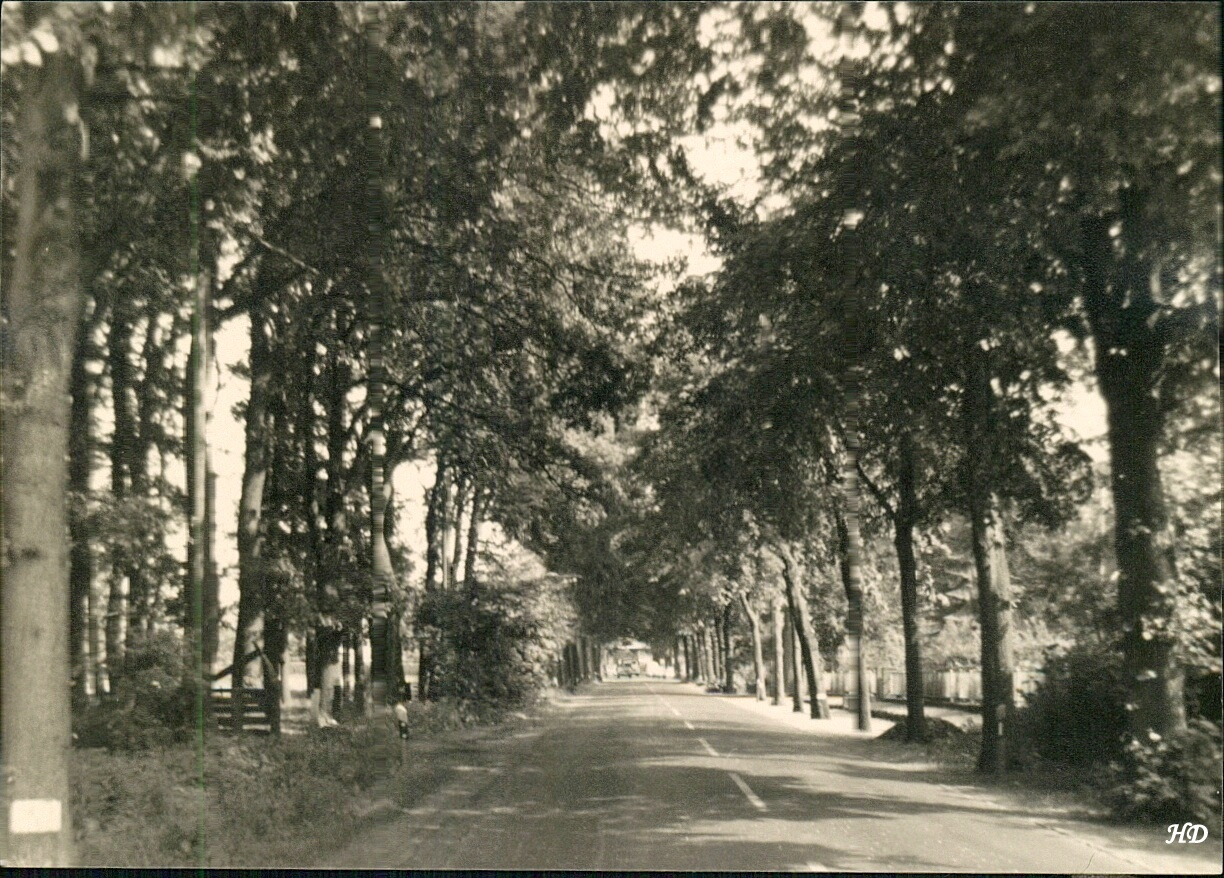
B 403 Ortsausgang Nordhorn im Jahr 1964